# Queen Jane Approximately
Queen Jane Approximately är en låt skriven och framförd av Bob Dylan, släppt först 1965 på albumet Highway 61 Revisited och senare som B-sida på singeln "One of Us Must Know (Sooner or Later)".
Låten handlar om när "Queen Jane" har det svårt i livet, ska hon (eller han) söka upp Dylan eftersom han har varit med om det själv eller han vet hur han ska hjälpa personen.
Vem "Queen Jane" är, finns det många olika svar på. En av dem är att det är Joan Baez, också en folksångare som några månader innan gjort slut med Dylan. Dylan har själv sagt att personer han sjunger om är en man. Men man kan nog vara säker på att han fått namnet från Lady Jane Grey, som var drottning i Storbritannien på 1500-talet.
Det svenska punkbandet KSMB gjorde en svensk cover på låten, kallad Välkommen, som finns med på samlingsskivan Sardjentpepper.

## Album
- Highway 61 Revisited - 1965
- Dylan & the Dead - 1988